# 克里斯蒂娜·弗卢图尔
克里斯蒂娜·弗卢图尔（羅馬尼亞語：Cristina Flutur，？—），女，罗马尼亚演员。曾获得2012年戛纳电影节最佳女演员奖。